# Kenzaburo Oe
Kenzaburō Ōe (大江 健三郎 Ōe Kenzaburō) (født 31. januar 1935 i Ehime, død 3. marts 2023) var en japansk forfatter, der i 1994 modtog Nobelprisen i litteratur.
Ōe var uddannet i fransk litteratur fra Tokyos Universitet og begyndte sin forfattervirksomhed i 1957. Han var påvirket af den samtidige skrivekunst i Frankrig og USA og inspireret af blandt andet Jean-Paul Sartre og eksistentialismen. Han beskrev selv sin stil som polyfonisk, sammensat og rig på associationer.
Hans værker er ofte dybt personlige og halvt selvbiografiske; eksempelvis Kojinti na taiken (個人的な体験) fra 1964, der handler om en mand, der må tackle at sønnen er tilbagestående. Ōes egen søn, Hikari, er mentalt tilbagestående.
Ud over at være forfatter var han også samfundskritiker og debattør.